# Elektrisches Gefühl
Elektrisches Gefühl ist ein Lied der deutschen Band Juli aus dem Jahr 2010. Es erschien als erste Singleauskopplung aus ihrem dritten Album In Love.

## Entstehung und Veröffentlichung
Das Lied wurde von den beiden Juli-Mitgliedern Eva Briegel und Simon Triebel geschrieben. Für die Produktion zeichneten Olaf Opal und Tobias Siebert verantwortlich.
Die Erstveröffentlichung von Elektrisches Gefühl erfolgte als Single am 24. August 2010 bei Island Records. Diese erschien zunächst als digitale 2-Track-Single zum Download, mit einer Akustikversion als B-Seite. Drei Tage später erschien diese auch als CD-Ausführung (Katalognummer: 0602527497624). Am 17. September desselben Jahres erschien das Lied als Teil von Julis dritten Studioalbum In Love (Katalognummer: 06025 2749283), dessen erste Singleauskopplung es ist.
Um das Lied zu bewerben, erfolgte unter anderem ein Liveauftritt zur Hauptsendezeit in der ProSieben-Show Schlag den Raab.

## Inhalt
Sängerin Briegel erklärt die Bedeutung des Liedes wie folgt:

„Im Song geht es um den Moment, wenn etwas kippt. Wenn man sich aus einer Starre lösen kann, wenn man lange passiv war, eingefroren, sich nicht bewegt hat, wenn man dann merkt, es kommt ein Funke, so eine Initialzündung, und man kann wieder durchatmen und ist wieder beweglich. Das ist ein elektrisches Gefühl. Es hat etwas von einem Stromstoß, es pickst und prickelt. Andererseits passt der Songtitel gut zur Platte, weil wir viele Elektro-Elemente verwenden und vom erdigen Sound weggegangen sind.“

## Musikvideo
Das offizielle Musikvideo zu Elektrisches Gefühl wurde Ende Juli 2010 gedreht. Es entstand unter der Regie von Chrsn von der Pfadfinderei sowie mit Sascha Wolfram an der Kamera. Drehort waren die Havelstudios in Berlin. Das Video zeigt Eva Briegel bei der Toilette vor dem Badezimmerspiegel, wobei nach und nach die übrigen Bandmitglieder hinzukommen. Die Sängerin beschreibt den Inhalt des Videos folgendermaßen:

„In dem Video geht es ums Ausgehen: Sich fertig machen, im Spiegel betrachten und dann einfach los starten.“

## Mitwirkende
| Liedproduktion - Eva Briegel: Gesang - Andreas „Dedi“ Herde: Bass - Jonas Pfetzing: Gitarre - Simon Triebel: Gitarre - Marcel Römer: Schlagzeug - Olaf Opal, Tobias Siebert: Produktion - Jörg Siegeler: Engineering - Tobias Siebert, Olaf Opal: Abmischung - George Marino, Sterling Sound, New York: Mastering | Artwork - Sven Sindt: Fotos Unternehmen - Universal Music Domestic Pop: Musiklabel - Island Records: Musiklabel - EMI Music Publishing: Musikverlag - Studio Kanal 24, Bochum: Tonstudio - Radio Buellebrueck, Berlin: Tonstudio - Pfadfinderei: Artwork |

## Chartplatzierungen
Am 10. September 2010 stieg Elektrisches Gefühl auf Platz zwölf in die offiziellen deutschen Singlecharts ein, was zugleich die Höchstplatzierung war, die das Lied erreichte. Es konnte sich knapp ein halbes Jahr bis Anfang März 2011 in den Charts halten; mehr als drei Jahre später stieg es am 24. Mai 2013 noch einmal für eine Woche auf Platz 94 in die Charts ein. In Österreich, wo das Lied ebenfalls am 10. September in die Charts einstieg, gelang die beste Platzierung erst am 22. Oktober mit Platz 21.
| ChartsChartplatzierungen | Höchstplatzierung | Wochen |
| ------------------------ | ----------------- | ------ |
| Deutschland (GfK)        | 12 (27 Wo.)       | 27     |
| Österreich (Ö3)          | 21 (13 Wo.)       | 13     |

## Coverversionen

### Sesamstraßen
2011 produzierte die ARD unter dem Reihentitel Sesamstraße präsentiert: Ernie & Bert Songs eine Reihe Clips, in denen bekannte Pop- und Rockmusiker (darunter etwa Herbert Grönemeyer und Lena) jeweils einen ihrer Hits mit neuem Text gemeinsam mit den Figuren Ernie und Bert aus der Sesamstraße präsentierten. Die Band Juli steuerte unter dem Titel Komm endlich raus und spiel eine neue Version von Elektrisches Gefühl bei. Im Video versucht Eva Briegel gemeinsam mit Bert, den am Computer spielenden Ernie zum Spielen im Freien zu bewegen. Die übrigen Bandmitglieder sind unterdessen an ihren Instrumenten zu sehen. Der Clip wurde erstmals am 8. Dezember 2011 im KI.KA ausgestrahlt.

### Weitere Coverversionen
- 2010: Meral Al-Mer in der ersten Liveshow (21. September 2010) der ersten Staffel von X Factor.[10]
- 2013: Lisa Wohlgemuth in der vierten Mottoshow (6. April 2013)[11] sowie im Finale (11. Mai 2013)[12] der zehnten Staffel von Deutschland sucht den Superstar.
- 2015: Jazzy Gudd im ersten Knockout (26. November 2015) der fünften Staffel von The Voice of Germany.[13]